# Edward Simons Fulmer

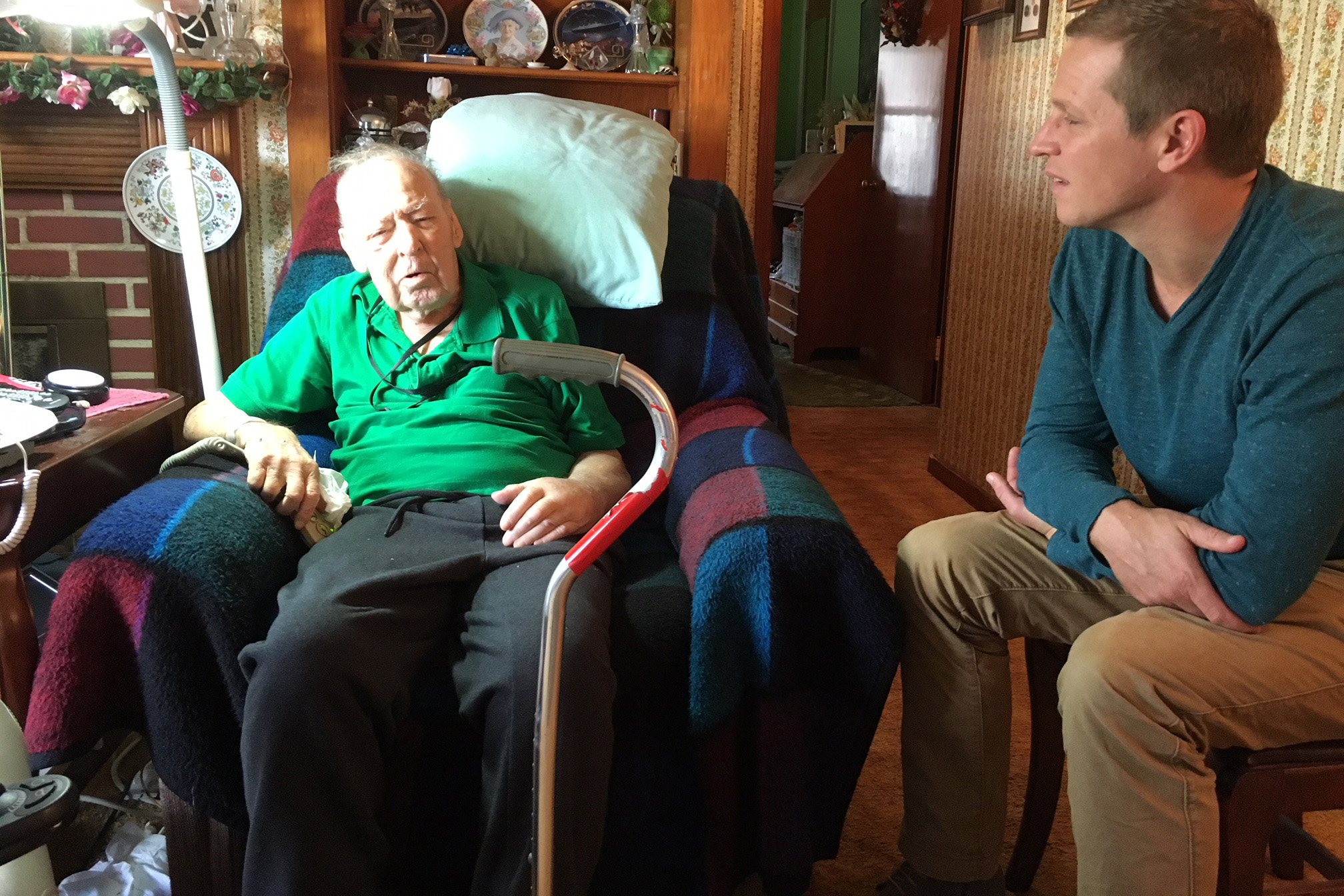
Edward Simons Fulmer met Gijs Tuinman in november 2017

Edward Simons Fulmer (East-Syracuse (NY), 16 april 1919 – Syracuse (NY), 31 december 2017) was een Amerikaanse luchtmachtofficier. Hij werd op 17 oktober 1946 bij koninklijk besluit door koningin Wilhelmina benoemd tot ridder in de Militaire Willems-Orde.

## Biografie
Edward Simons Fulmer was als tweede luitenant in de U.S. Army Air Force een van de piloten die tijdens Operatie Market Garden een ongewapend transportvliegtuig bestuurde met parachutisten en voorraden. Tijdens de gevechten van de 82ste Airborne Division in het gebied van Nijmegen in de periode van 17 september tot 4 oktober 1944 heeft Edward Simons Fulmer, zo vermeldt het koninklijk besluit,
zich in den strijd door het bedrijven van uitstekende daden van moed, beleid en trouw op de volgende wijze onderscheiden:

Op 18 september 1944 deed hij als tweede piloot van een Douglas C47 dienst bij de inval uit de lucht in Nederland, ook wel bekend als operatie "Market Garden".

Het vliegtuig van Luitenant Fulmer, beladen met een voltallige afdeling parachutetroepen en een hoeveelheid zeer ontplofbare stoffen, werd zwaar beschadigd door afweervuur van de Wehrmacht waardoor de piloot bewusteloos raakte en een hevigen brand ontstond. Het stuur van de machine overnemend, bleef hij standvastig op zijn post, terwijl intussen de parachute-troepen en de bemanning zich, door uit het vliegtuig te springen, konden redden.

Ondanks ernstige brandwonden aan het gelaat, nek, rug en armen wist hij zijn machine op het land te zetten in een heldhaftige poging om het leven van den bewusteloze piloot te redden. Luitenant Fulmer heeft hierbij buitengewone heldhaftigheid getoond en daarbij zijn eigen veiligheid niet geteld.

## Onderscheidingen
- Distinguished Service Cross[1]
- Ridder der vierde klasse in de Militaire Willems-Orde op 17 oktober 1946[2]

Charles Billingslea · Robert C. Blankenship · Charles King Boyd · Julian Aaron Cook · Daniel Frank Elam · Edward Simons Fulmer · Wesley Harris · Glenn Jonas · William Kero · Harry William Osborn Kinnard · Paul Lester · Joseph Myers · Herbert Edgar Schulman · Maxwell D. Taylor · Dewitt S. Terry · Reuben Henry III Tucker · Waverly W. Wray